# Eschentzwiller
Eschentzwiller (deutsch Eschenzweiler, elsässisch Aschedswiller) ist eine französische Gemeinde mit 1510 Einwohnern (Stand 1. Januar 2022) im Département Haut-Rhin in der Region Grand Est (bis 2015 Elsass).
Die Gemeinde ist landwirtschaftlich geprägt (Obst und Gemüse, Getreide und Mais). Daneben findet aber ein großer Teil der Bewohner auch Arbeit in Mülhausen oder in den Nachbarländern Schweiz und Deutschland.

## Geografie
Die Gemeinde liegt ungefähr sieben Kilometer südöstlich von Mülhausen und etwa 25 Kilometer nördlich von Basel.

## Geschichte
Bis 1648 war Eschenzweiler ein vorderösterreichisches Dorf, das im Westfälischen Frieden mit dem ganzen elsässischen Besitz der Habsburger an die französische Krone ging. von 1871 bis 1918 gehörte es zum Reichland Elsass-Lothringen. Seit dem Spätmittelalter unter der Herrschaft der Familie von Andlau, die auch das jetzige Rathaus als Amtshaus errichtete.
Auf der Gemarkung Funde der Jungsteinzeit. Alemannische, fränkische und karolingische Gräber und Fundamente einer gallo-römischen Niederlassung. 1525 führte ein Mathis Nithard aus Eschenzweiler eine erste Revolte im Bauernkrieg an. Im 18. Jahrhundert war der Ort ein wichtiges lokales Verwaltungszentrum. Schon im Spätmittelalter ist Weinbau bezeugt.

## Bevölkerungsentwicklung
| Jahr      | 1962 | 1968 | 1975 | 1982 | 1990 | 1999 | 2007 | 2017 |
| Einwohner | 593  | 617  | 805  | 1026 | 1116 | 1244 | 1394 | 1473 |

## Bauwerke
Sankt Peter-und-Paul-Kirche: Bau einer Wehrkirche im 15. Jahrhundert. Der Turm noch mittelalterlich mit Schießscharten. 1766 erhöht beim Neubau der Kirche (1758). Eine der ältesten Glocken des Sundgaus von 1495. Barocke Seitenaltäre und Kanzel. Skulpturen des 16. und 17. Jahrhunderts. Ein Gemälde von Melchior Paul von Deschwanden (1850). Silbermann-Orgel.
Mairie: Erdgeschoss im Kern von 1569, Starke Bauveränderung 1845. Auf der Südgiebelseite noch eine vermauerte spätgotische Türe mit Stabwerk und Eselsrückenbogen. Brunnen mit oktogonalem Trog von 1777 mit dem Ortswappen, den Schlüsseln von Sankt Peter.
|  |  |

## Persönlichkeiten
Auf dem Friedhof Gräber der Familie Moll: Pierre Moll (Vogt und Chirurgus im 18. Jahrhundert), André Venant (gründete 1801 ein Collège in Eschenzweiler), Pierre Alexandre (gest. 1841, Deputierter von Altkirch, hoher Beamter zur Zeit des Directoire und des Empire).